# 神舟十八号
神舟十八号（简称神十八）是中國飛往天宫空间站的太空飛行，於2024年4月25日發射，同年11月4日返回。神舟十八号是中国“神舟”系列飞船的第十八次任务，也是中国载人航天工程的第十三次载人飞行任务。神舟十八號的乘組人員由叶光富、李聪、李广苏組成。
神舟十八号的主要任务为实施航天员出舱活动和货物气闸舱出舱任务，继续开展空间科学实验和技术试验，开展平台管理工作、航天员保障相关工作以及科普教育等重要活动。
神舟十八号乘组是首次全部航天员都是1980年或以後出生的乘组；神舟十八号的第一次航天员出舱活动长达8小时23分钟，长度位列人类出舱活动历史第四名；神舟十八号任务以约192天的在轨时间，打破了由神舟十七号以187天保持的神舟飞船任务最长在轨时间纪录；完成本次任务后，叶光富成为中国首位在轨时间累计超过一年的航天员。

## 背景
神舟十八號在上一次任務神舟十七號返回前發射升空，以便在天宫空间站完成交接。按照神舟飛船前往天宫空间站任務的標準，這次任務計畫持續約六個月，并在神舟十九号飛船乘員抵達後返航。
神舟十八號的乘組人員继承保持“一位第二批航天员+两位第三批航天员”的模式，由第二批航天员叶光富（指令长）和第三批航天员李聪、李广苏組成。其中叶光富刚刚在24个月前自神舟十三号任务归来，他此次参与神舟十八号任务也刷新了中国航天员两次飞行任务的最短间隔。三人均为航天驾驶员。

## 任务时间轴
- 2022年，神舟十八号与神舟十七号并行开展地面研制工作[8]，并在2022年底一同进行总装测试工作[9]。
- 2023年8月31日至2023年9月30日，中国载人航天工程办公室开展神舟十八号载人飞行任务标识设计方案征集活动[6]。
- 2023年10月26日，长征二号F遥十七火箭发射，长征二号F遥十八火箭完成准备工作，进入应急救援值班状态；神舟十八号载人飞船完成准备，具备快速发射和应急救援能力。
- 2024年2月29日，执行神舟十八号载人飞行任务的航天员乘组已经选定，正在开展任务训练[10]。
- 2024年4月17日上午，神舟十八号飞船与长征二号F遥十八火箭组合体由垂直总装厂房转运至921发射工位。
- 2024年4月21日，酒泉卫星发射中心组织各单位展开全系统合练。
- 2024年4月23日，神舟十八号载人飞行任务进行了最后一次全区合练和全系统气密性检查。
- 2024年4月24日上午，据中国载人航天工程办公室消息，经空间站应用与发展阶段飞行任务总指挥部研究决定，执行神舟十八号载人飞行任务的航天员乘组由叶光富、李聪、李广苏3名航天员组成，叶光富担任指令长。
- 2024年4月25日20时59分00.479秒，搭载神舟十八号载人飞船的长征二号F遥十八运载火箭在酒泉卫星发射中心点火发射[4]。約10分鐘後，神舟十八號載人飛船與火箭成功分離，進入預定軌道。本次發射任務代號為「TGZR7/SZ-18」。[11]
- 2024年4月26日3时32分，神舟十八號與天宫空间站天和核心舱径向端口對接。5时04分，神舟十八号乘组打开神舟飞船轨道舱徑舱门，仍留守天宫空间站的神舟十七号航天员乘组打开天和核心舱舱门，两个航天员乘组第四次实现“太空会师”。[2]
- 2024年4月28日，神舟十八号乘组与神舟十七号乘组在天宫空间站内进行交接仪式，两个乘组移交了空间站的钥匙。
- 2024年5月28日下午，神舟十八号航天员进行空间站首次出舱活动，由叶光富、李广苏执行舱外任务，李聪留守舱内配合操作指挥。[12]本次出舱活动长达8小时23分钟，长度位列人类出舱活动历史第四名。
- 2024年7月3日下午，神舟十八号航天员进行空间站第二次出舱活动，由叶光富、李聪执行舱外任务，李广苏留守舱内配合操作指挥。[13]
- 2024年8月8日，适逢2024年夏季奥林匹克运动会举办期间和中国第16个全民健身日，神舟十八号航天员在空间站关注奥运比赛的同时，也举办了“天宫运动会”，进行了一系列太空中特有的“趣味运动”。[14][15]
- 2024年11月1日，神舟十八号与神舟十九号航天员乘组进行了交接仪式，移交了中国空间站的钥匙。[16]
- 2024年11月3日16时12分，神舟十八号载人飞船与空间站组合体分离。[3]
- 2024年11月4日01时24分，神舟十八号载人飞船返回舱在东风着陆场成功着陆，返回舱落地时呈水平状态。[17]02时15分，三名航天员全部出舱。[18]
- 2024年11月4日8時59分，神舟十八号的航天员乘组乘坐中国人民解放军空军专机B-4020抵达北京西郊机场，3名航天员随即进入医学隔离期。

#### 神十八舱外活动列表
| 航天任务         | 航天员                      | 开始时间            | 结束时间            | 时间长度    | 工作内容 |
| ---------------- | --------------------------- | ------------------- | ------------------- | ----------- | --- |
| 神舟十八号 第1次 | 叶光富, 第2次 李广苏, 第1次 | 2024年5月28日 10:35 | 2024年5月28日 18:58 | 8小时23分钟 | 在空间站机械臂和地面科研人员的配合支持下，完成了空间站空间碎片防护装置安装、舱外设备设施巡检等任务。                     |
| 神舟十八号 第2次 | 叶光富, 第3次 李聪, 第1次   | 2024年7月3日 16:19  | 2024年7月3日 22:51  | 6小时32分钟 | 在空间站机械臂和地面科研人员的配合支持下，为空间站舱外管路、电缆及关键设备安装了空间碎片防护装置，并完成了舱外巡检任务。 |

## 火箭特點
在神舟十八號任務中，遙十八運載火箭的系統可靠性評估數值由0.9896調整至0.9903，安全性評估數值則維持在0.99996。與前代長二F遙十七火箭相比，此次型號共實施32項技術優化調整，涵蓋箭體結構與地面設施等方面。
在組裝作業流程方面，長二F研發團隊首次采用质量确认形式。工程團隊基於裝配規範與技術指标建立檢查清單，在跟蹤監測过程中，對各環節裝配狀態與數據進行逐項核驗，以強化組裝過程的質量管控。為增強系統抗干擾性能，該型火箭在設計階段預留了充足的安全裕度。以飛行控制系統為例，採用雙重及三重冗餘架構設計，確保在單一組件故障情況下仍能維持正常運作。
此次任務首次啟用新型整流罩組裝平台，該設備通過將單層操作台改進為四層並聯作業結構，使原需12小時的整流罩組裝工序縮減至8小時，作業效率提升約30%。操作人員在垂直作業面上通過升降設備進行解鎖機構的縱向對接，實現兩個半罩體的精準閉合。長二F火箭的發射場準備週期從空间站建造初期的49日優化至當前的30日。

## 飞船特點
神舟十八号飞船在多项技术系统上进行了升级改进。其主电源储能系统由镉镍电池调整为锂离子电池配置，该电池类型经系统化验证具备稳定安全特性，具有更高能量密度、更长循环寿命和高倍率充電更佳。相较于前代神舟十六号与十七号飞船，新型电池在容量提升与系统可靠性增强的同时实现设备减重约50公斤。电源控制系统采用全硬件的充電控制方式，通过三重冗余控制单元构建安全防护机制，各单元具备独立运行与互为备份功能。
飞船搭载的中继通信终端完成技术规格更新，符合当前最新通讯标准。运行过程中各分系统产生的数据流由数管分系统集中处理，经专用仪表控制软件进行数据格式转换与可视化处理，最终以图形化界面呈现操作信息，该系统支持新型显示效果并具备完善的图文处理能力。
神舟十八號飛船上安裝配備了中國電科集團研制的各類傳感器，可实时采集舱内压力、温湿度、气体成分及生理指标等参数，为环境调控提供动态数据支持。中國航天科工集團研制的高精度加速度计组合在微重力条件下能精确测定运动参数，为飞行器轨道维持与对接操作提供实时测量数据。
该飞船继神舟十六号任务后再次采用径向交会对接模式，表明中国自主GNC（制导导航控制）技术体系进一步成熟。此外，飞船配备的太阳翼机构具备快速展开能力，可在8秒内完成展开动作并实现结构锁定。
神舟十八号飞船的下行物资装载空间亦有所提升。

## 任務
神舟十八号完成入轨程序后，将依照预定方案与天宫空间站组合体实施自主快速交会对接，并与神舟十七号航天员乘组执行在轨轮换任务，计划于空间站驻留约六个月。驻留期间，该乘组将执行包括舱外作业、货物转运在内的多项操作，开展微重力基础物理、空间材料科学、空间生命科学、航太醫學及航天技术等领域的实验与应用研究，同时完成空间站碎片防护系统升级、舱外载荷与平台设备的安装维护工作等。此外，航天员还将参与空间搭载试验、公众科普项目及公益活动的实施。

### 出艙活動
神舟十八号航天员乘组将开展6次通过货物气闸舱进行的载荷出舱任务，并安排2至3次航天员出舱作业。在空间站现有的空间碎片防护措施基础上，乘组人员将在出舱期间对舱外管路、电缆等重要设备加装防护加固组件，并视情况开展舱外设施巡查维护工作。

### 太空實驗
神舟十八号任务计划开展多项空间科学实验，涵盖微重力基础物理、空间材料科学、生命科学、航天医学与技术等领域。航天员将依托舱内实验机柜与舱外载荷设施，实施包括“空间先进水生保系统关键技术研究”“微重力环境调控植物干细胞功能研究”“蛋白与核酸共起源分子进化研究”以及“固液复合润滑材料舱外验证”在内的90余项科研项目，搭載樣品及裝置总重约35公斤。
在2024年04月25日，神舟十八号启动中國首次太空水生生態研究实验，搭载的4尾斑馬魚与金鱼藻转移至问天舱生态组件。組件內部將建立一個小型水生生態循環結構，在此系統中，斑馬魚釋放的二氧化碳可由金魚藻運用於光合作用過程，隨後該作用產生的氧氣將提供給斑馬魚作為呼吸所需。监测数据显示，截至2024年04月27日，4條魚的生命體徵正常，狀態穩定。
神舟十八号搭载的百余粒拟南芥种子计划在中国空间站完成为期四周的培育。航天员后续将对培育样本进行采集处理，通过零下80摄氏度的冷冻存储技术，使样本经由返回舱运送至地面科研机构。此次為国际上首次针对植物茎尖干细胞功能的在轨研究。
另有20余件包含摩擦测试样品及暴露实验材料在内的设备，将在完成六个月舱外暴露后回收供科研分析。材料科学实验包含20余件舱外暴露样品，涉及摩擦学测试件与空间环境耐受性材料。这些样本将经历六个月空间暴露后随返回舱回收，为地面研究提供数据支持。
此外，任务还部署了探索生命起源的分子进化实验，透过微重力环境，以磷、氨基酸与核苷构建"三元反应体系"，建立N-磷酸化氨基酸“分子演化系統”，旨在揭示重力环境对生命化学起源的影响。

## 航天员
| 姓名   | 年龄 | 航天员类型（职责）   | 飞行次数 | 飞行时间         | 轨道数 |
| ------ | ---- | -------------------- | -------- | ---------------- | ------ |
| 叶光富 | 43岁 | 航天驾驶员（指令长） | 1        | 182天9小时32分钟 | 2940圈 |
| 李聪   | 34岁 | 航天驾驶员           | 无       | 无               |        |
| 李广苏 | 36岁 | 航天驾驶员           | 无       | 无               |        |

## 任务标识
神舟十八号任务标识在2023年8月31日至9月30日面向全社会征集，10月28日至11月5日对6个候选方案开展网络投票，11月19日选定方案。最终选定的方案并非出自神舟十八号任务标识6个候选方案，而是“综合考虑（2024年）两次载人飞行任务候选标识方案的整体情况”，由一个神舟十九号任务标识候选方案“优化而成”。神舟十八号任务标识是中国载人航天工程第二批面向全社会公开征集的任务标识之一。
神舟十八号任务标识设计者为曹傲冬。神舟十八号任务标识风格简洁、现代，偏重科技感，主体为中国空间站，神舟十八号载人飞船与对接所在的位置用黄线加强突出，任务的序号“18”采用科技感的样式设计，数字作为背景强调任务序列，提高标识识别性与记忆性。星星数量也对应任务序号。